# De Burger Beweging
De Burger Beweging of DBB is een Nederlandse politieke partij, die heeft meegedaan aan de Tweede Kamerverkiezingen 2017. De partij haalde 5.221 stemmen (0,05% van de stemmen) en haalde daarmee geen zetel. De lijsttrekker was Ad Vlems die die functie op basis van alfabetische volgorde van de voornamen van de kandidaten gekregen had. De partij wilde zich naar eigen zeggen inzetten voor een "beter functionerende democratie".